# ميرزا دولماز
ميرزا دولماز هي قرية في مقاطعة ماكو، إيران. يقدر عدد سكانها بـ 17 نسمة بحسب إحصاء 2016.